# جيرد ماير (مجدف)
جيرد ماير (بالألمانية: Gerd Meyer)‏ هو مجدف ألماني، ولد في 5 أكتوبر 1963.

## وصلات خارجية
- جيرد ماير على موقع الاتحاد الدولي للتجديف (الإنجليزية)